# Susan Arndt
Susan Arndt (* 1967 in Magdeburg) ist eine deutsche Anglistin, Afrikanistin und Literaturwissenschaftlerin. Sie ist seit 2010 Professorin für englische Literaturwissenschaft und anglophone Literaturen an der Universität Bayreuth.

## Leben und Wirken
Susan Arndt studierte von 1986 bis 1991 Anglistik und Germanistik an der Humboldt-Universität zu Berlin (HU; Abschluss als Diplomlehrerin), anschließend bis 1992 Afrikawissenschaften an der School of Oriental and African Studies (SOAS) in London (Abschluss mit Master of Arts). Von 1994 bis 1997 war sie Lehrbeauftragte am Afrika-Institut bzw. Seminar für Afrikawissenschaften der HU Berlin. Von 1996 bis 1997 war Arndt Research Fellow am St Antony’s College der Universität Oxford. Im Jahr 1997 wurde sie bei Eckhard Breitinger an der HU Berlin mit einer Arbeit über Literaturen in Nigeria promoviert. Als wissenschaftliche Mitarbeiterin war sie von 1997 bis 2003 am Seminar für Afrikawissenschaften der HU Berlin tätig, anschließend bis 2006 am Zentrum für Literaturforschung Berlin und dann bis 2008 an der Abteilung Neue Englischsprachige Literaturen und Kulturen der Johann Wolfgang Goethe-Universität Frankfurt am Main.
Im akademischen Jahr 2008/09 vertrat sie die Juniorprofessur für afrikanische Literaturen und Kulturen am Seminar für Afrikawissenschaften der HU Berlin. Im Wintersemester 2009/10 hatte sie eine Vertretungsprofessur für Englische Literaturen am Institut für England- und Amerikastudien der Goethe-Universität Frankfurt. Seit dem Sommersemester 2010 lehrt sie als Professorin für Englische Literaturwissenschaft und Anglophone Literaturen (transkulturelle Anglistik) an der Universität Bayreuth. Arndt ist Gründerin und Sprecherin des von der Hans-Böckler-Stiftung geförderten Promotionskollegs für Intersektionalitätsstudien.
Zu ihren Arbeitsgebieten gehören westafrikanische Literatur von Frauen, Kritische Weißseinsforschung, britische Literatur mit einem Schwerpunkt Shakespeare, Sexismus, Intersektionalität, Feminismus und Rassismus. Ihre Arbeiten hat sie in zahlreichen Buchpublikationen vorgelegt.
Arndt hat sich durch öffentliche Äußerungen vielfach zum Thema rassistischer Sprache positioniert. Ihrer Auffassung nach enthalten bereits Begriffe wie „Dschungel“ und „Barbaren“ Rassismus. Ferner schlägt sie eine öffentliche Kommission zur Dekolonisierung von Sprache vor. Ihre Forderungen nach einer rassismuskritischen Sprache wurden vom damaligen Zeit-Autor Harald Martenstein kritisch kommentiert. Da er diese Kritik erhob, ohne, wie er selbst einräumte, das Buch gelesen zu haben, kam es zu einem, in der Zeit veröffentlichten Streitgespräch zwischen beiden, das von Jana Hensel und Martin Machowecz geführt wurde.
Sie ist mit dem Historiker Ilko-Sascha Kowalczuk verheiratet und hat vier Kinder.

## Schriften
Monografien
- Orale Poetik und die Poetik des writing back. Dissertation 1997, ungedruckt.
  - Englische Übersetzung durch Isabel Fargo Cole: African women’s literature, orature and intertextuality. Igbo oral narratives as Nigerian women writers’ models and objects for writing back. Bayreuth African Studies Breitinger, Bayreuth 1998, ISBN 3-927510-59-9.
- Feminismus im Widerstreit. Afrikanischer Feminismus in Gesellschaft und Literatur. Unrast-Verlag, Münster 2000, ISBN 3-89771-201-6.
  - Englische Übersetzung durch Isabel Cole: The dynamics of African feminism. Defining and classifying African-feminist literatures. Africa World Press, Trenton, NJ; Asmara (Eritrea), ISBN 0-86543-898-6.
- Die 101 wichtigsten Fragen: Rassismus. 4. Auflage. Beck, München 2020, ISBN 978-3-406-67765-6.
- Sexismus: Geschichte einer Unterdrückung. Beck, München 2020, ISBN 978-3-406-75797-6.[7]
- Rassismus begreifen: Vom Trümmerhaufen der Geschichte zu neuen Wegen. Beck, München 2021, ISBN 978-3-406-76554-4.[8]
- Rassistisches Erbe. Wie wir mit der kolonialen Vergangenheit unserer Sprache umgehen. Dudenverlag, Berlin 2022, ISBN 978-3-411-75678-0.[9]
- Ich bin ostdeutsch und gegen die AfD. Eine Intervention. Beck, München 2024, ISBN 978-3-406-81587-4.

Herausgeberschaften
- Berlin, Mainzer Straße: „wohnen ist wichtiger als das Gesetz“. Basis-Druck, Berlin 1992, ISBN 3-86163-020-6.
- unter Mitarbeit von Heiko Thierl und Ralf Walther: AfrikaBilder: Studien zu Rassismus in Deutschland. Unrast-Verlag, Münster 2001, ISBN 3-89771-407-8; Studienausgabe 2006, ISBN 3-89771-028-5.
- gemeinsam mit Antje Hornscheidt: Afrika und die deutsche Sprache. Ein kritisches Nachschlagewerk. Unrast-Verlag, Münster 2004, ISBN 3-89771-424-8.
- gemeinsam mit Katrin Berndt: Kreatives Afrika: SchriftstellerInnen über Literatur, Theater und Gesellschaft. Festschrift für Eckhard Breitinger. Hammer-Verlag, Wuppertal 2005, ISBN 3-7795-0028-0. (englische Übersetzung 2007 bei Africa World Press)
- gemeinsam mit Marek Spitczok von Brisinski: Africa, Europe and (post)colonialism. Racism, migration and diaspora in African literatures. Breitinger-Verlag, Bayreuth 2006, ISBN 3-927510-93-9.
- Theatre, performance and new media in Africa. Breitinger-Verlag, Bayreuth 2007, ISBN 978-3-939661-01-6.
- gemeinsam mit Dirk Naguschewski, Robert Stockhammer: Exophonie. Anders-Sprachigkeit (in) der Literatur. Kulturverlag Kadmos, Berlin 2007, ISBN 978-3-86599-024-2.
- gemeinsam mit Maureen Maisha Eggers, Grada Kilomba, Peggy Piesche: Mythen, Masken und Subjekte. Kritische Weißseinsforschung in Deutschland. 4., Auflage. Unrast, Münster 2017, ISBN 3-89771-440-X.
- gemeinsam mit Nadja Ofuatey-Alazard: Wie Rassismus aus Wörtern spricht. (K)erben des Kolonialismus im Wissensarchiv deutsche Sprache. Unrast Verlag, Münster 2011, ISBN 978-3-89771-501-1.
- gemeinsam mit Nadja Ofuatey-Alazard: AfroFictional In[ter]ventions. Revisting the BIGSAS Festival of African(-Diasporic) Literatures 2011-2013. edition assemblage, Münster 2014, ISBN 978-3-942885-67-6.